# Comité d'études historiques et scientifiques de l'Afrique occidentale française
Le Comité d'études historiques et scientifique de l'Afrique-Occidentale française (AOF) a été fondé par François Joseph Clozel (1860-1918, gouverneur général de l'AOF) le 10 décembre 1915 dans le but de coordonner la recherche sur l'Afrique de l'ouest.
Clozel dirige ce comité, dont les recherches sont orientés vers l'ethnologie, l'histoire, la géographie et l'histoire naturelle. Il suit la même tradition que l'expédition scientifique qui accompagnait Napoléon en Égypte ; l'idée est favoriser l'organisation, l'administration et l'exploitation des ressources des colonies. On compte parmi ses membres des administrateurs coloniaux, des officiers de l'armée, mais aussi des scientifiques comme Ferdinand Heckenroth (1880-1959), directeur du laboratoire bactériologique de Dakar, l'ethnologue Maurice Delafosse (1870-1926) et l'incontournable Édouard Heckel (1843-1916) fondateur du musée colonial et de l'institut colonial de Marseille.
Ce comité publie des Annuaires et Mémoires du Comité d'études qui deviennent en 1918 un Bulletin du Comité d'études historiques et scientifiques de l'Afrique occidentale française. Il cesse ses activités et publications en 1936, remplacées par celles de l'Institut français d'Afrique noire et le Bulletin de l'Institut français d'Afrique noire jusqu'en 1966.